# Orchis guerrier
Orchis militaris
Espèce
Classification phylogénétique
Statut CITES

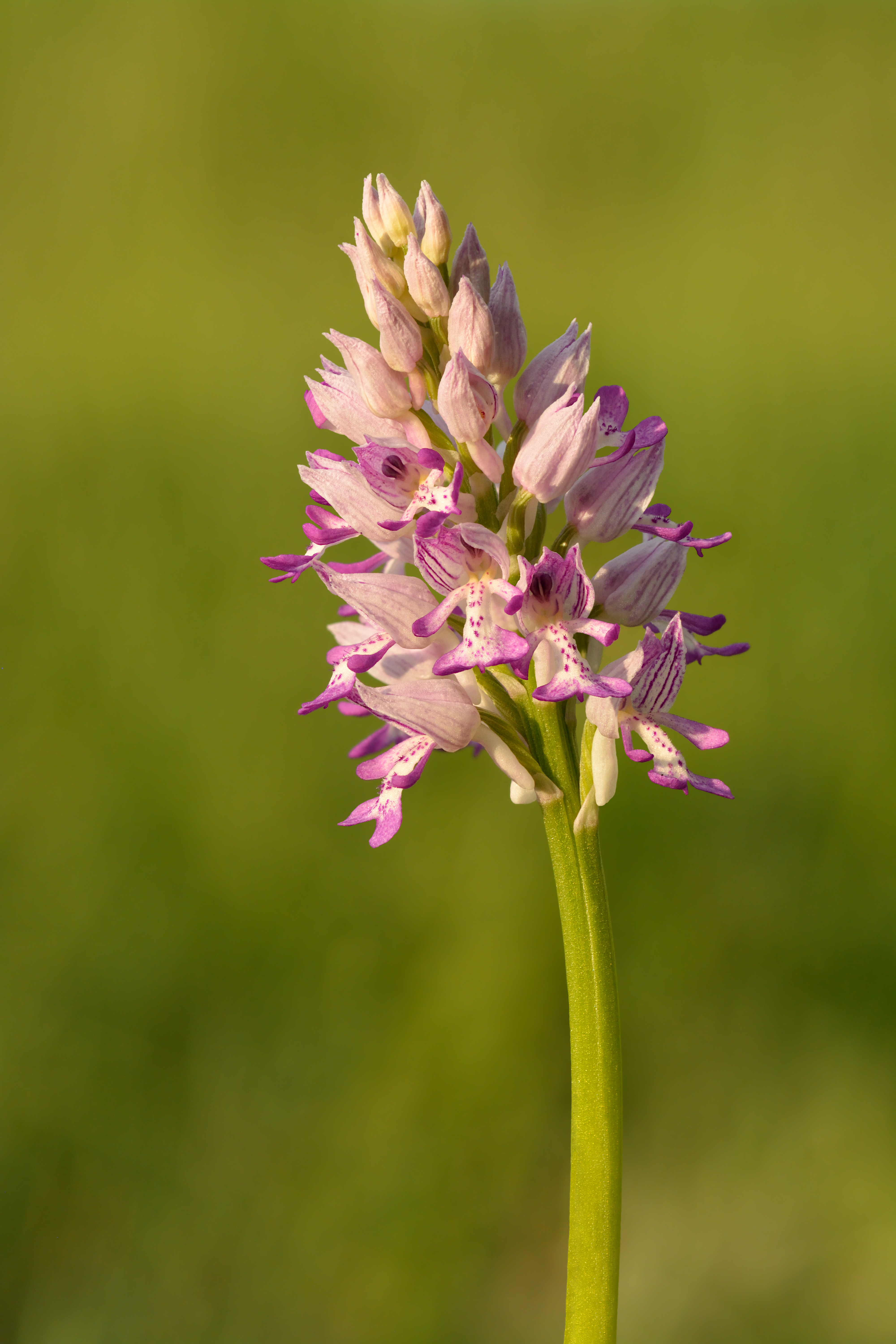
Inflorescence

L’Orchis guerrier ou Orchis militaire (Orchis militaris) est une espèce de plantes à fleurs de la famille des Orchidaceae. C'est une orchidée terrestre eurosibérienne.

## Description
C'est une plante haute de 20 à 50 cm à tige robuste, à feuilles basales plutôt dressées, oblongues, lancéolées et à petites feuilles caulinaires engainantes. L'inflorescence présente des bractées violacées, c'est un épi dense, conique, de 10 à 40 fleurs aux sépales et pétales latéraux rassemblés en casque pointu, de couleur lilas-cendré à l'extérieur, veiné de violet à l'intérieur. Le labelle trilobé est anthropomorphique, au centre clair avec des ponctuations pourpres. Le lobe central est lui-même terminé par 2 lobules (les jambes) séparés par une dent. L'éperon, à l'arrière du labelle, est court et cylindrique, descendant.

## Floraison
Avril à juin.

## Habitat
Plante de pleine lumière sur substrat calcaire sec à frais : pelouses, prairies non fertilisées, zones broussailleuses, lisières et bois clairs jusqu'à 2 000 m d'altitude.

## Aire de répartition
Plante eurosibérienne, présente dans toute l'Europe, parfois localisée, assez rare surtout dans les régions méditerranéennes.

## Vulnérabilité
L'espèce est classée "LC" : Préoccupation mineure.
Cette orchidée est protégée dans les régions Centre-Val de Loire, Basse-Normandie, Auvergne.
Protégée et très rare en Belgique.

## Hybridations
- Orchis militaris × Orchis purpurea (Orchis ×hybrida (Lindl.) Boenn. ex Rchb. (1830))
- Orchis militaris × Orchis simia (O. ×beyrichii (Rchb.f.) A.Kern. (1865))
- Orchis militaris × Orchis anthropophora (Orchis ×spuria Rchb.f. (1849), synonyme: ×Orchiaceras spurium)

## Espèces voisines
- Orchis caucasica, orchis du Caucase
- Orchis galilaea, orchis de Galilée
- Orchis italica, orchis d'Italie
- Orchis punctulata, orchis ponctué
- Orchis purpurea, orchis pourpre
- Orchis simia, orchis singe
- Orchis stevenii, orchis de Steven

## Galerie

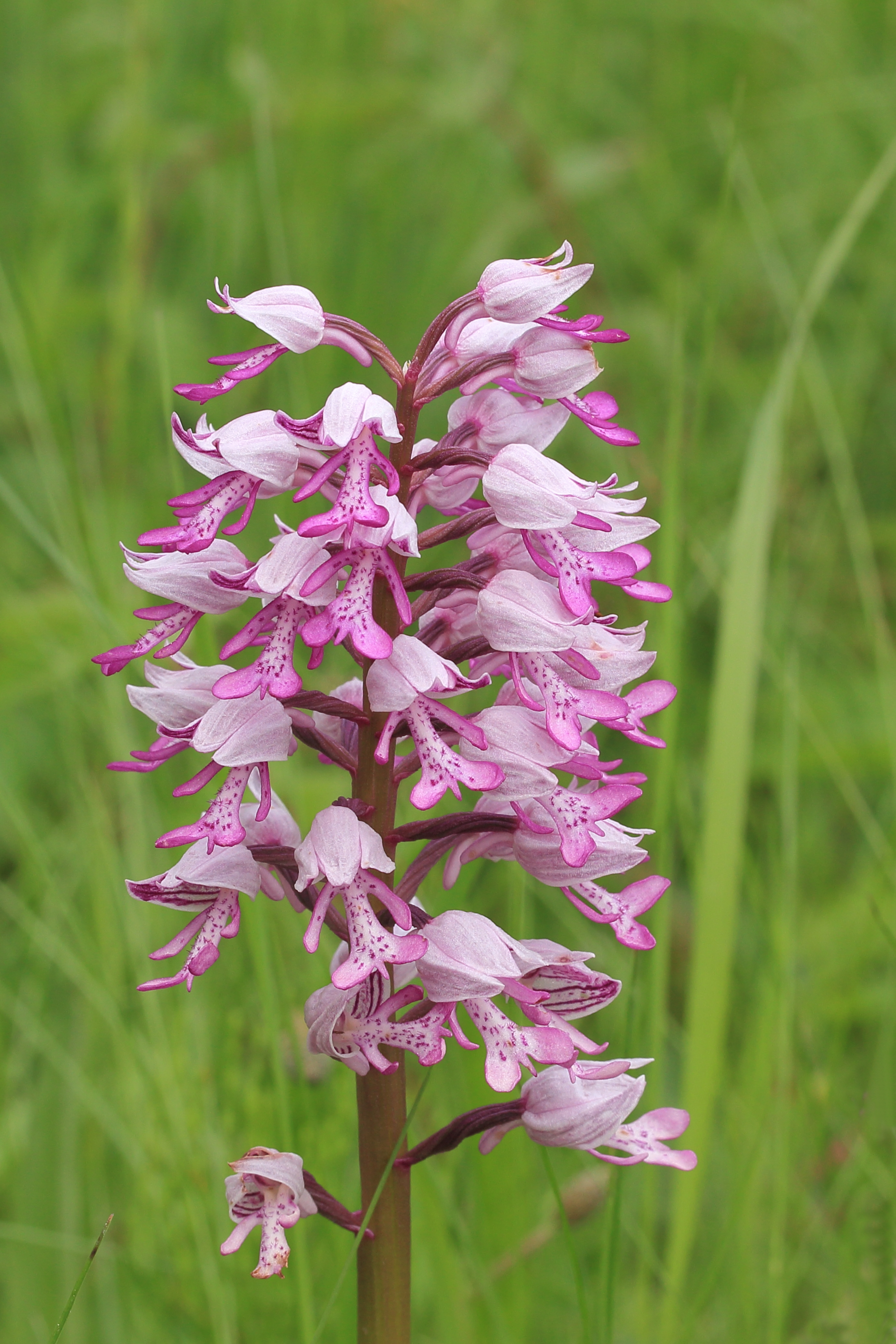
Inflorescence.
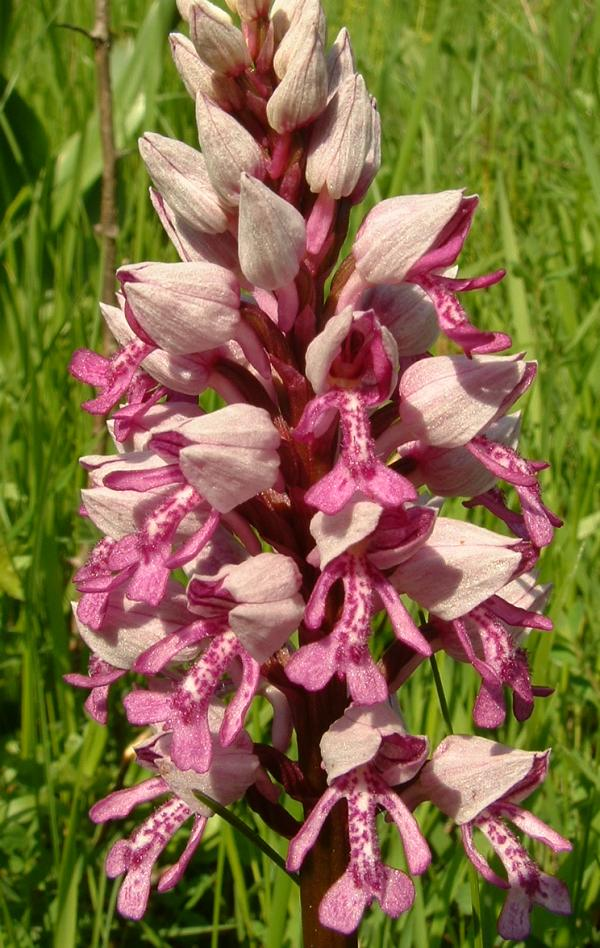
Détail.
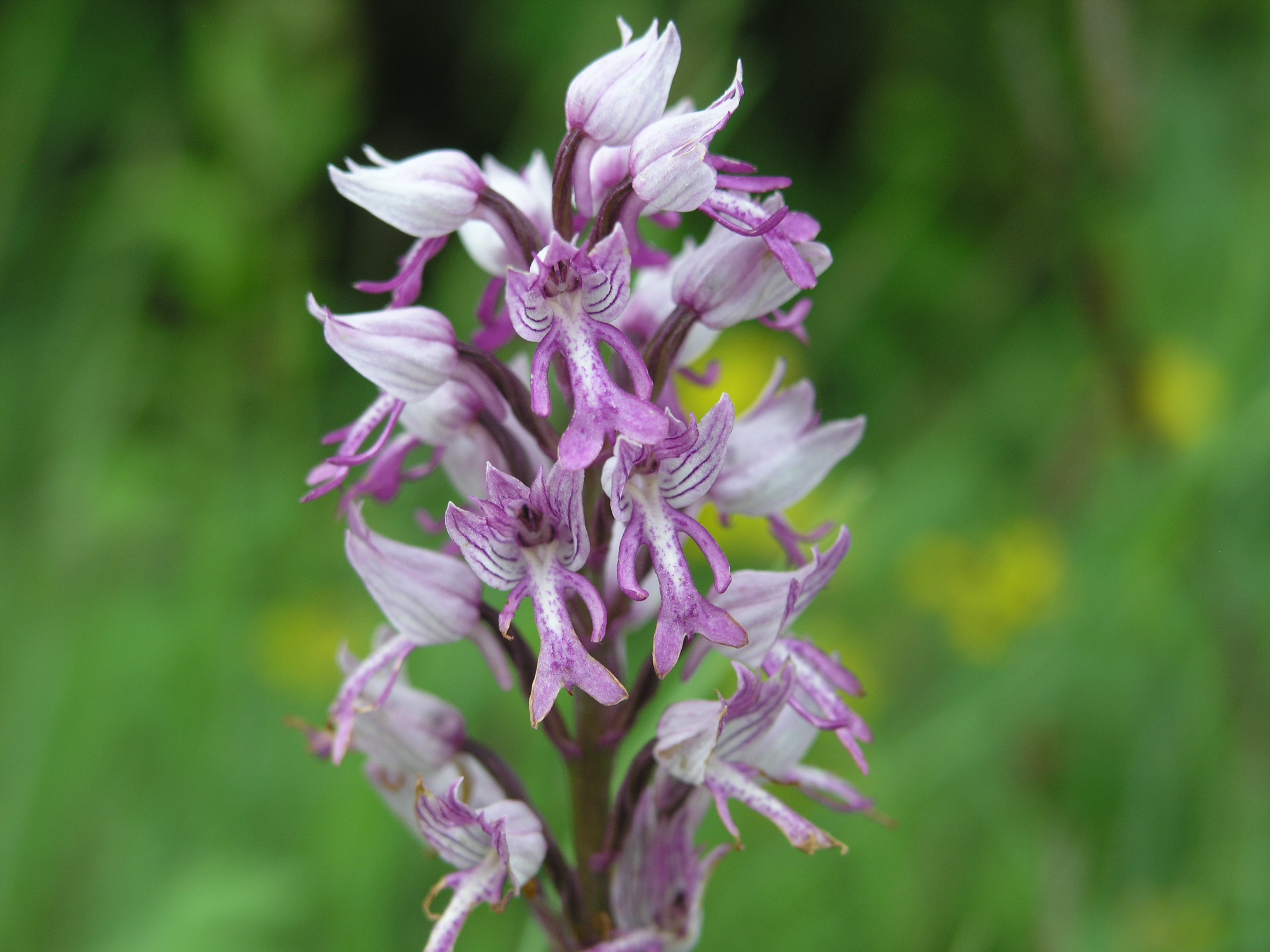
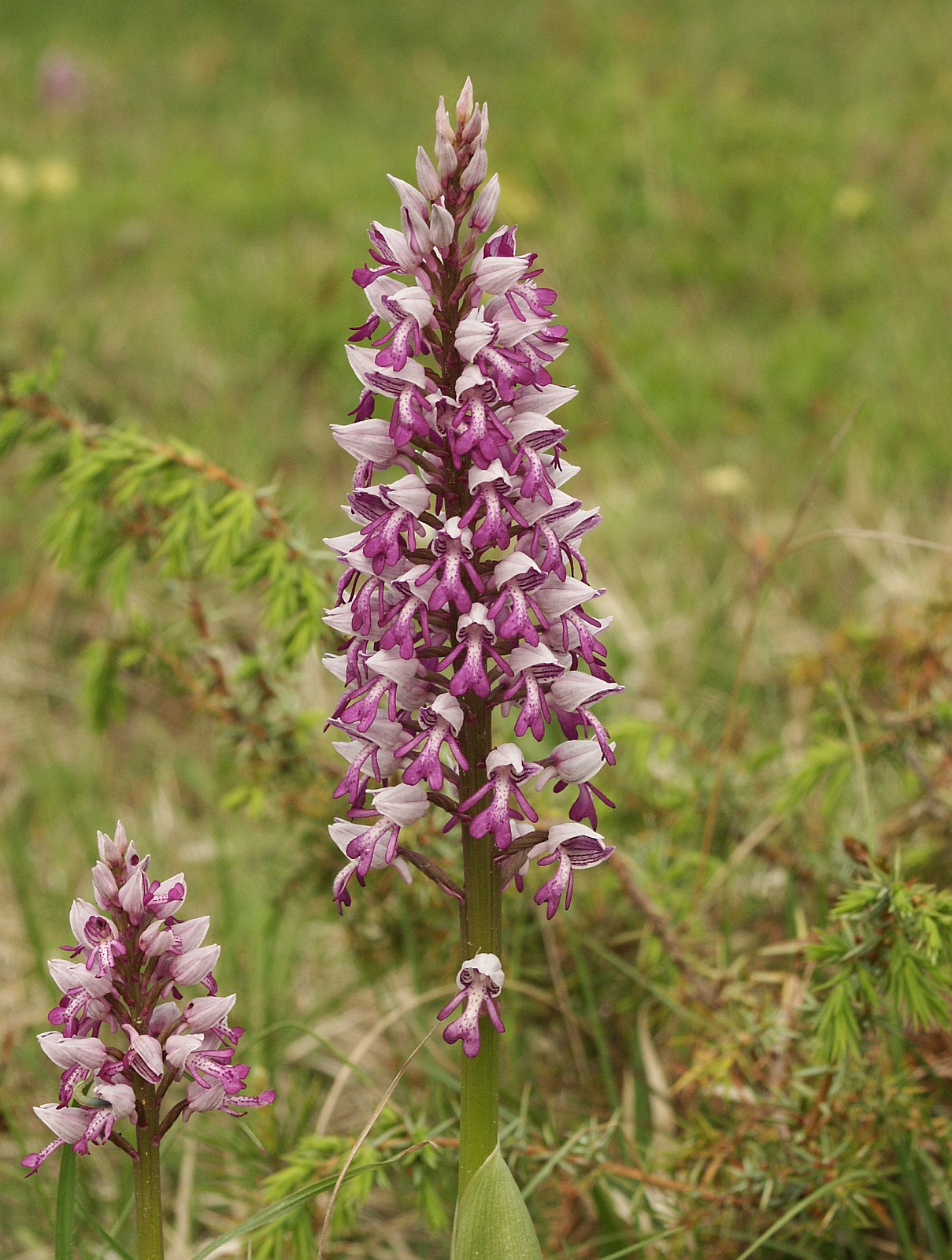
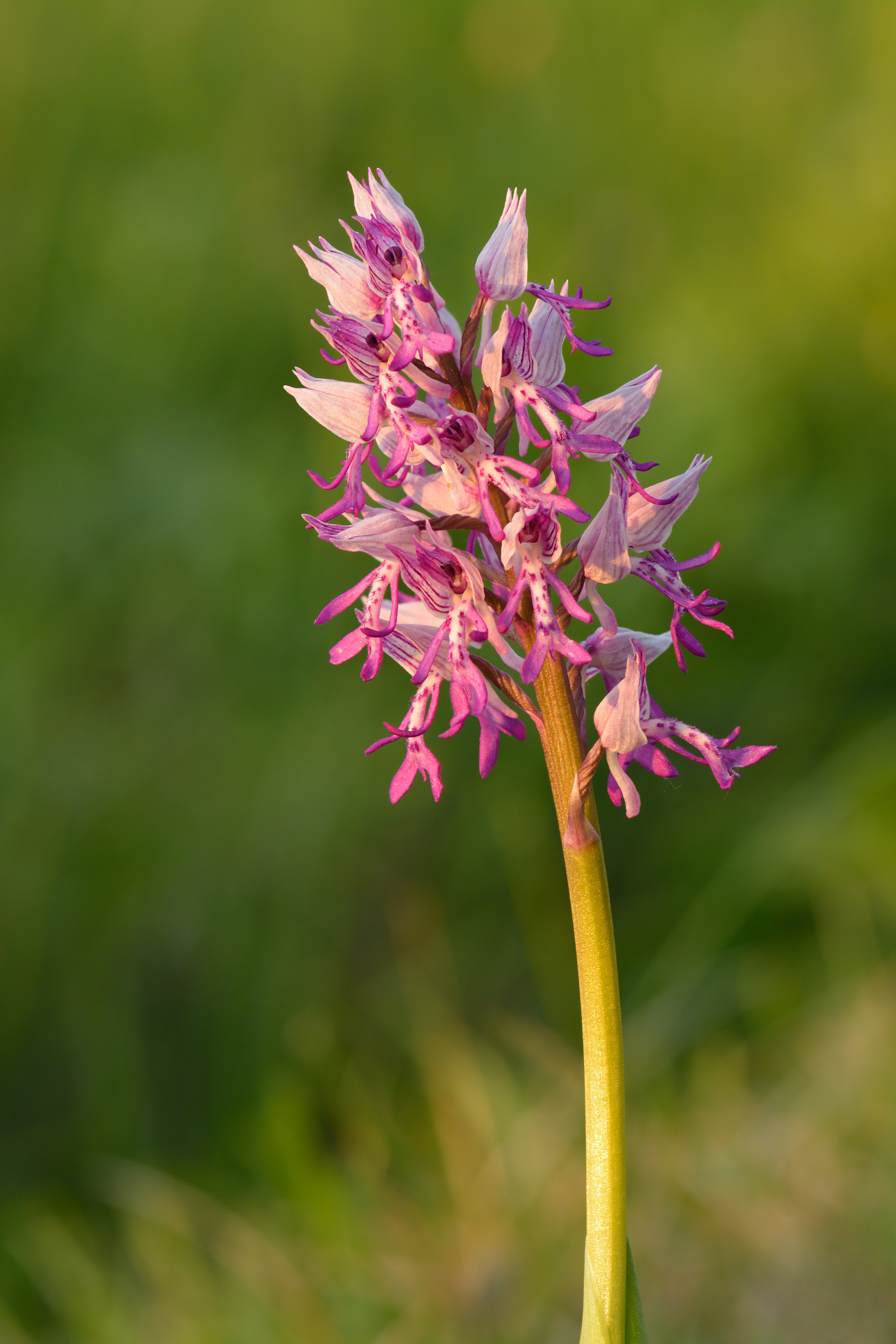